# Schlosskapelle Großwudicke

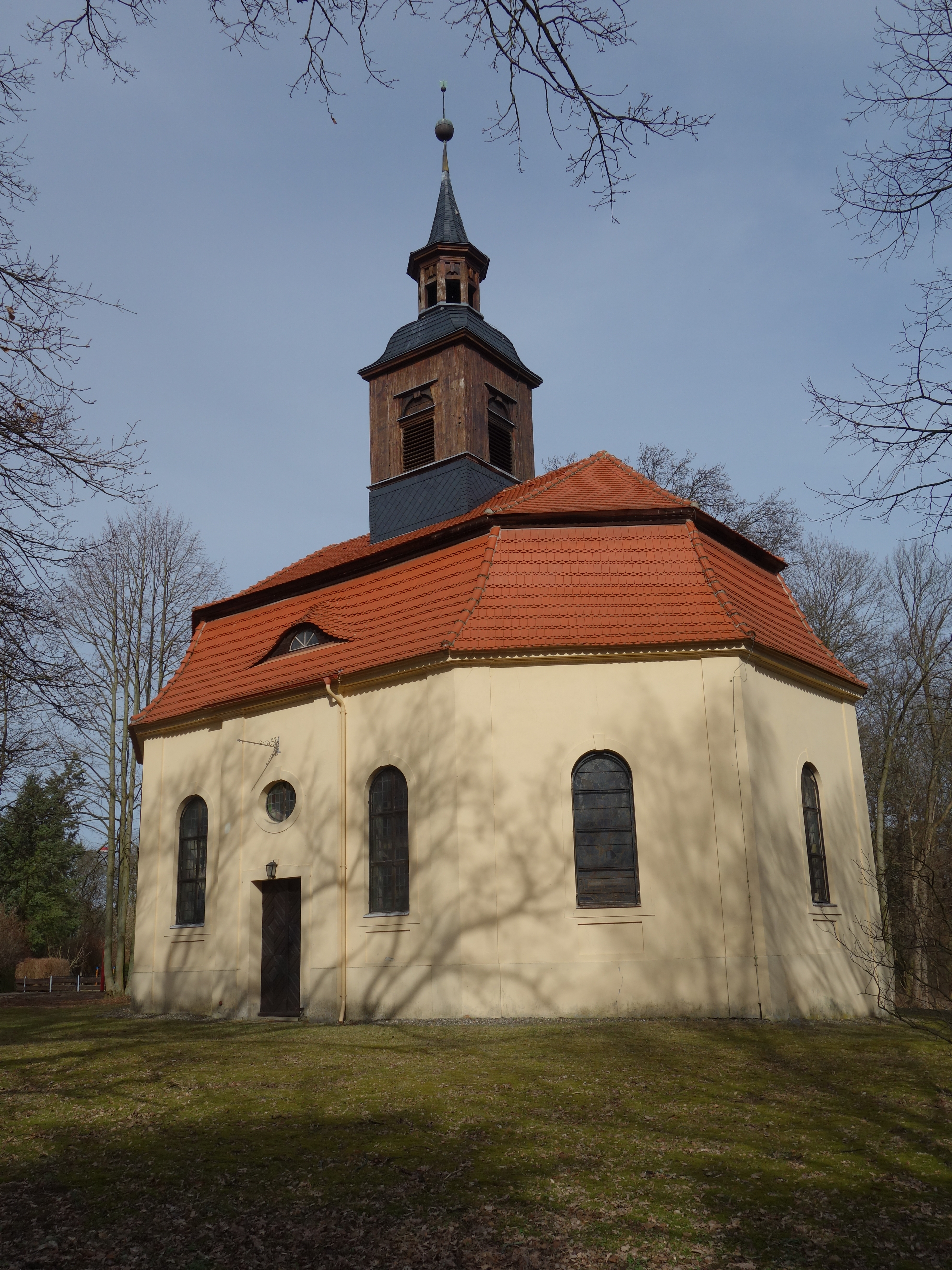
Schlosskapelle Großwudicke

Die evangelische Schlosskapelle Großwudicke ist eine Saalkirche in Großwudicke, einem Ortsteil der Gemeinde Milower Land im brandenburgischen Landkreis Havelland. Die Kirchengemeinde gehört der evangelischen Hoffnungskirchengemeinde im Elb-Havel-Winkel im Kirchenkreis Nauen-Rathenow der Evangelischen Kirche Berlin-Brandenburg-schlesische Oberlausitz an. Das Gebäude steht unter Denkmalschutz.

## Baubeschreibung
Die Kirche am nördlichen Rand von Großwudicke wurde im Jahr 1737 von den Lehnsvettern von Möllendorff erbaut. Die Kirche gehörte einst zu einem Schlossensemble, von dem heute noch der Schlosspark neben der Kirche zeugt; daher stammt die Bezeichnung als Schlosskapelle.
Es handelt sich um einen achtseitigen Zentralbau mit einer länglichen Form aus dem Jahr 1737. Das Gebäude hat ein Mansarddach und einen quadratischen Dachturm mit einer Schweifhaube, einer Laterne und einem Spitzhelm. Die Gebäudeecken und Eingänge werden durch eine feine Lisenengliederung betont, während zwischen ihnen jeweils ein gerahmtes Rundbogenfenster zu finden ist. Über den Eingängen sind Ochsenaugen angeordnet.
Im Inneren ist das Gebäude flachgedeckt und einfach ausgestattet, wobei an drei Seiten hohe Emporen auf durchgehenden Deckenstützen zu finden sind. Der Kanzelaltar aus dem frühen 18. Jahrhundert ist im klassizistischen Stil gehalten und verfügt über einen Korb, der von niedrigen Säulen gerahmt wird. Darüber hängt ein freischwebender, kronenartiger Schalldeckel.